# Grumbach
Grumbach là một đô thị thuộc huyện Kusel, bang Rheinland-Pfalz, phía tây nước Đức. Đô thị Grumbach có diện tích 3,31 km², dân số thời điểm ngày 31 tháng 12 năm 2006 là 516 người.